# Carles III de França
Carles III, anomenat el Simple (7 de gener o 17 de setembre del 879, 7 d'octubre del 929), fou rei de França del 893 al 923.

## Família

### Avantpassats
|  |                                          |  |  |  |  |  |  |  |  |  |  |  |  |  |  |  |
|  | 16. Carlemany                            |  |  |  |  |  |  |  |  |  |  |  |  |  |  |  |
|  |                                          |  |  |  |  |  |  |  |  |  |  |  |  |  |  |  |
|  |                                          |  |  |  |  |  |  |  |  |  |  |  |  |  |  |  |
|  | 8. Lluís el Pietós                       |  |  |  |  |  |  |  |  |  |  |  |  |  |  |  |
|  |                                          |  |  |  |  |  |  |  |  |  |  |  |  |  |  |  |
|  |                                          |  |  |  |  |  |  |  |  |  |  |  |  |  |  |  |
|  | 17. Hildegarda                           |  |  |  |  |  |  |  |  |  |  |  |  |  |  |  |
|  |                                          |  |  |  |  |  |  |  |  |  |  |  |  |  |  |  |
|  |                                          |  |  |  |  |  |  |  |  |  |  |  |  |  |  |  |
|  | 4. Carles II el Calb                     |  |  |  |  |  |  |  |  |  |  |  |  |  |  |  |
|  |                                          |  |  |  |  |  |  |  |  |  |  |  |  |  |  |  |
|  |                                          |  |  |  |  |  |  |  |  |  |  |  |  |  |  |  |
|  | 9. Judit de Baviera                      |  |  |  |  |  |  |  |  |  |  |  |  |  |  |  |
|  |                                          |  |  |  |  |  |  |  |  |  |  |  |  |  |  |  |
|  |                                          |  |  |  |  |  |  |  |  |  |  |  |  |  |  |  |
|  | 2. Lluís el Quec                         |  |  |  |  |  |  |  |  |  |  |  |  |  |  |  |
|  |                                          |  |  |  |  |  |  |  |  |  |  |  |  |  |  |  |
|  |                                          |  |  |  |  |  |  |  |  |  |  |  |  |  |  |  |
|  | 10. Otó I d'Orleans                      |  |  |  |  |  |  |  |  |  |  |  |  |  |  |  |
|  |                                          |  |  |  |  |  |  |  |  |  |  |  |  |  |  |  |
|  |                                          |  |  |  |  |  |  |  |  |  |  |  |  |  |  |  |
|  | 5. Ermentruda d'Orleans                  |  |  |  |  |  |  |  |  |  |  |  |  |  |  |  |
|  |                                          |  |  |  |  |  |  |  |  |  |  |  |  |  |  |  |
|  |                                          |  |  |  |  |  |  |  |  |  |  |  |  |  |  |  |
|  | 1. Carles III                            |  |  |  |  |  |  |  |  |  |  |  |  |  |  |  |
|  |                                          |  |  |  |  |  |  |  |  |  |  |  |  |  |  |  |
|  |                                          |  |  |  |  |  |  |  |  |  |  |  |  |  |  |  |
|  | 6. Adalhard de París,comte del Palatinat |  |  |  |  |  |  |  |  |  |  |  |  |  |  |  |
|  |                                          |  |  |  |  |  |  |  |  |  |  |  |  |  |  |  |
|  |                                          |  |  |  |  |  |  |  |  |  |  |  |  |  |  |  |
|  | 3. Adelaida                              |  |  |  |  |  |  |  |  |  |  |  |  |  |  |  |
|  |                                          |  |  |  |  |  |  |  |  |  |  |  |  |  |  |  |
|  |                                          |  |  |  |  |  |  |  |  |  |  |  |  |  |  |  |
|  | 7. ?                                     |  |  |  |  |  |  |  |  |  |  |  |  |  |  |  |
|  |                                          |  |  |  |  |  |  |  |  |  |  |  |  |  |  |  |
|  |                                          |  |  |  |  |  |  |  |  |  |  |  |  |  |  |  |

Fill pòstum de Lluís II de França, el Tartamut i de la seva segona esposa, Adelaida de Friül,' nascut el 17 de setembre del 872. Rebé el malnom de simple en tant que honest (no ximple).

## Coronació

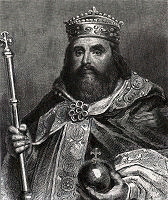
Carles el Gras, regent de Carles el simple

Quan el 8 de desembre del 884 va morir el seu germà Carloman II rei dels francs occidentals, va ser coronat rei, però com que només tenia cinc anys els nobles del regne van proposar al seu oncle Carles el Gras, rei dels francs orientals que assumís la regència. Assumir aquesta responsabilitat per part de Carles el Gras no va comportar una altra coronació doncs es considerava que era la seva obligació tant com a emperador de tots els franc com pel seu lligam familiar amb el nen rei.
Al juny del 885 al palau de Ponthion es va celebrar una cerimònia en què el regent va rebre el jurament de fidelitat dels seus vassalls occidentals.

## Eudes o Odó de París

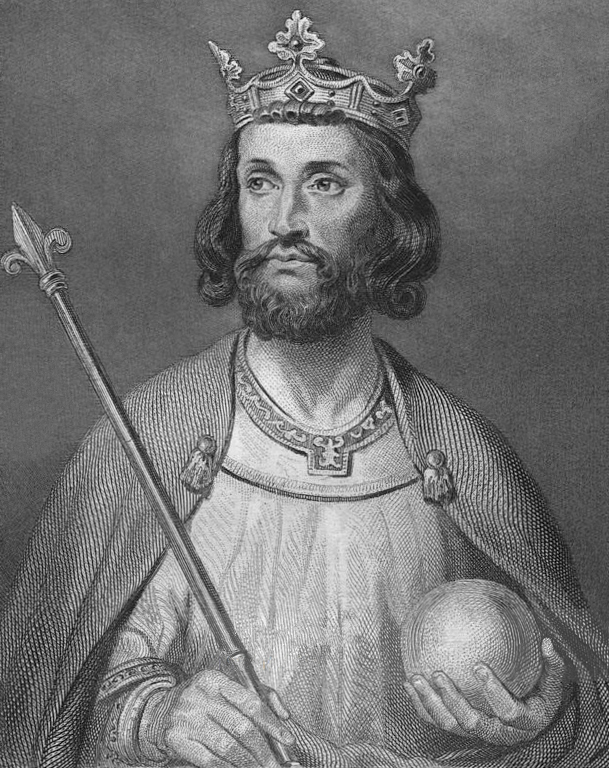
Eudes (Odó) segon regent

El seu oncle, però no va governar tots els anys que restaven fins a la declaració de la seva majoria d'edat, ja que un consell (novembre del 887) va declarar Carles el Gras no apte per a governar i el van obligar a abdicar el febrer de l'any 888.
En els darrers anys els territoris del nord havien estat patint atacs dels vikings. Eudes, un dels cavallers que s'havien destacat en la defensa de París, va ser l'escollit per a substituir Carles el Gras per a la regència dels francs occidentals.
Eudes no es va conformar a ser un regent i el 13 de novembre del 888 es va autoproclamar rei dels francs occidentals a Reims amb el suport d'Arnulf de Caríntia, nebot del deposat Carles el Gras i hereu dels territoris dels francs orientals.. Els partidaris de Carles el Simple s'hi van oposar a aquesta usurpació del títol i durant anys van estar batallant. entre els defensors de Carles estaven l'arquebisbe de Reims, Fulques, i el comte de Poitiers Rainulf, tutor del jove rei.

## Govern en solitari
El 28 de gener del 893 Carles el simple va ser coronat a Reims, amb 14 anys, però de fet els nobles seguien confiant en Eudes per als assumptes d'estat i no va poder regnar fins a la mort d'aquest el 898, quan va tornar a ser proclamat Sagrat Rei de França.
Els territoris que governava eren els que havia heretat dels seus germans Lluís i Carloman II, excepte els territoris del sud que s'havien independitzat, passant a denominar-se Regne de Provença.
El 897 va aconseguir un acord de pau amb el seu rival Eudes. que finalment reconeixia Carles III el simple com a successor seu, a canvi que el rei Carles acceptés a Robert, germà d'Eudes, com a governant de Nèustria, un districte al nord del Sena.

## La gran fita de Carles III

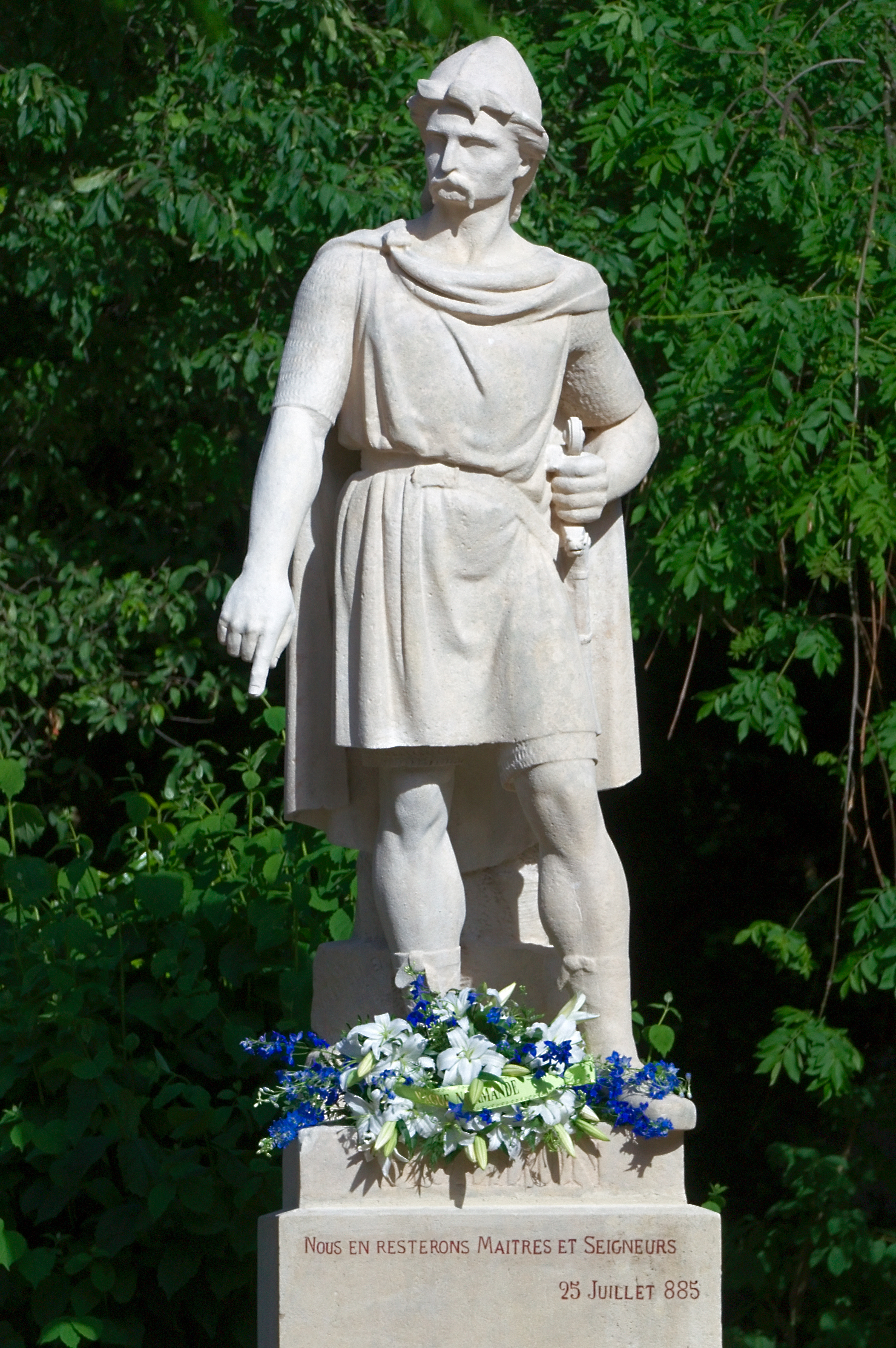
Estàtua de Rol·ló a Rouen

Durant el seu govern, Carles el Simple va aconseguir resoldre el problema de les incursions dels vikings que suposaven un greu i antic problema per al regne. El 911, en virtut del Tractat de Saint-Clair-sur-Epte, acordat amb el cabdill viking Rol·ló, Normandia va esdevenir un ducat, a canvi de la promesa de Rol·ló d'acabar el pillatge a les ribes del Sena, de convertir-se al cristianisme i de casar-se amb Gisela de França, la primera filla de Carles III amb la seva primera esposa.

## Recuperació de la Lotaríngia

En roig els territoris governats per Carles III, la part dreta també roja correspon a la Lotaríngia

A la mort del duc de la Lotaríngia el 21 de novembre del 911 Lluís l'infant, aquells territoris quedaven sota la direcció de dues persones: el seu primer Margrave, el vell comte Regnier del Coll Llarg († 915), i el segon dignatari, el Comte del Palatinat Wigéric. Aquests, aliats amb Gerard Matfrid es neguen obstinadament a donar la successió al comte Gebhard i ofereixen el ducat de Lorena a Carles el simple. Carles va acceptar, recuperant així uns territoris que havien estat del seu avi i des de llavors es fa dir "Rex Francorum", evitant la distinció entre "francs occidentals" i "francs orientals". Des de la recuperació de la Lotaríngia, Carles es recolza en el seu sogre, pare de la seva esposa Frerone, que pertany a una família poderosa de la Lotaríngia. A més concedeix honors als parents per part de la seva dona per contrarestar els nobles de la França Occidental: els seus nebots Ernust i Bovó, (bisbe de Chalons), i en especial al seu cosí Haganon36, de 37 anys, també pare Gérard Brogne. Des del 914, el seu secretari (l'advocat-Chancellor) és sempre un Lotaringi, primer Gauzelin Toul (914-919) i després Haganon.

## Aspiracions al tron imperial
Vidu de la primera esposa, Carles es va tornar a casar el 10 de febrer del 919 amb Edwiga de Wessex, per tal de guanyar-se la noblesa saxona del regne franc oriental. Tot seguit va reclamar els seus drets a tron imperial, però va topar amb l'oposició d'Enric l'ocellaire rei dels francs orientals. El 920 va envair i va marxar fins a Pfeddersheim prop de Worms, però es va retirar quan va saber que Enric estava organitzant un exèrcit. El 7 de novembre de 921, Enric i Carles es van reunir i van concloure el Tractat de Bonn, en el qual Enric va ser reconegut com el rei de França oriental i Carles reconegut com a governant de Lotaríngia.

## Mort del rei

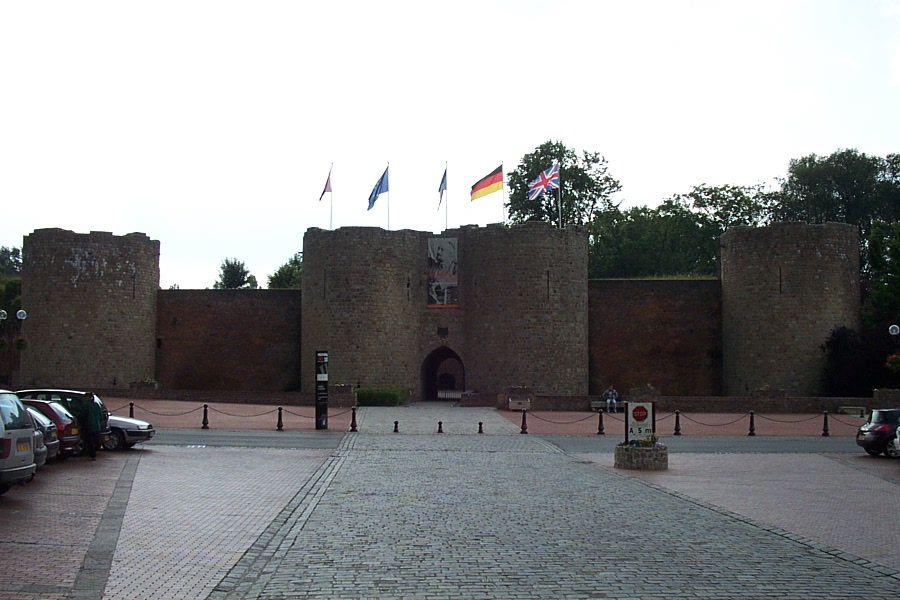
Castell de Peronne, on el rei Carles III va patir captiveri i va morir

Tanmateix, es va mostrar impotent davant les dinasties feudals que es constituïen al recer de nombroses torres, i va haver de lluitar contra els grans del regne, sobretot contra Gilbert de Lorena, Raül de Borgonya i el futur Robert I de França (germà d'Eudes i avi d'Hug Capet), que acusaven al rei de passar massa temps a la Lotaríngia.
En una d'aquestes absències, els rebels en una reunió improvisada el 29 de juny del 922 van triar rei a Robert, i aprofitant el silenci del moribund arquebisbe Hervé, van organitzar la seva coronació l'endemà, en una cerimònia oficiada a Reims per Gautier, l'arquebisbe de Sens.
Carles va rebutjar la destitució i va contraatacar des de la Lorena. El 15 de juny del 923, durant la batalla de Soissons, mor Robert I, però el seu fill Hug el Gran arenga els soldats mostrant-los el cadàver del seu pare i finalment vencen Carles III.
Els grans senyors feudals ja no el reconeixen en tant que rei i prefereixen Raül de Borgonya. Carles III esdevé un rei sense corona i cerca refugi a casa del seu vassall Heribert II de Vermandois, que el fa presoner (la seva germana era esposa de Robert I) i el tanca en una torre del castell de Péronne (departament de Somme) on va morir el 929 després de sis anys de captiveri.,
La seva muller, Edwiga, va trobar refugi a Anglaterra. Amb ella viatjava el seu fill, el futur Lluís IV de França, anomenat també Lluís d'Ultramar, en referència a l'exili.

Va ser enterrat a l'església de Saint-Fursy de Peronne, on hi ha el següent epitafi : 
| « | Hic jacet Carolus Pius Francorum Rex, cuius animàm absoluat omnipotens et misericors Deus. Amen | » |

 (« Aquí jau Carles, el devot Carolingi Rei dels Francs; que Déu tot poderós i misericordiós aculli la seva ànima »)